# Wendebach
Der Wendebach ist ein 16 km langer, rechter bzw. östlicher Nebenfluss der Leine im Landkreis Göttingen, Südniedersachsen (Deutschland).

## Name
Bei der ersten schriftlichen Erwähnung im Jahr 1387 wurde das Gewässer als „Wanebeke“ bezeichnet. Das Bestimmungswort des Namens leitet sich wahrscheinlich vom altsächsischen Wort wan für „fehlend“ im Sinne von „wenig Wasser führend“.

## Verlauf
Die Quelle des Wendebachs liegt südlich der Siedlung Vogelsang bei Bremke unmittelbar an der Grenze zu Thüringen. Von hier fließt er zunächst eine kurze Strecke in südliche Richtung, dann nach Nordwesten und mitten durch den Ort Bremke. Dort mündet linksseitig ein von Süden aus Ischenrode kommender unbenannter Bach in den Wendebach. Das kleingegliederte Buntsandstein-Felsengebiet des Reinhäuser Waldes durchfließt er in westnordwestlicher Richtung, wobei er von Gräben und einem unbenannten Bach Wasser aufnimmt. Entlang des Wendebachs im Bremkertal verläuft auf dieser Strecke die Landstraße 568, im Jahr 2013 wurde teils entlang der Straße, überwiegend aber auf der anderen Seite des Wendebachs ein Fahrradweg gebaut. Am östlichen Ortseingang von Reinhausen mündet dann der von links kommende Reinbach in den Wendebach. Hier tritt der Wendebach aus dem bewaldeten Gebiet aus. Im Ort Reinhausen wird das Tal von den Felsen des Bielsteins und des Kirchbergs mit der darauf stehenden Klosterkirche überragt. Hinter Reinhausen weitet sich das Tal wieder etwas, die Felsen treten zurück und der Bach fließt durch eine hügelige Wiesen- und Weidenlandschaft mit kleineren Waldstücken und Gehölzen in den Wendebach-Stausee. Auch auf der Strecke zwischen Reinhausen und dem Wendebach-Stausee verläuft im Tal des Wendebachs ein Radweg.
Auf einer Höhe von 162 m ü. NHN mündet der Wendebach von rechts kommend in die Leine. Nur etwa 400 Meter flussabwärts befindet sich die Mündung der Dramme.
Auf seinem 16 km langen Weg von der Quelle zur Mündung überwindet der Wendebach einen Höhenunterschied von 177 m.

## Trivia
Im Verlauf des Wendebachs wurde 1801 bei der Messinghöhe etwa 2 Kilometer vor Reinhausen von Steinbrucharbeitern die Blaubachhöhle im Zuge ihrer Arbeiten entdeckt. Auf einer Felswand stand: "130 Fuß tief, 80 Fuß Wasser". Beim Wasser handelte es sich um den Wendebach. Aus Gründen der Verkehrssicherheit wurde die Höhle zum Einsturz gebracht. Sie ist heute in der Örtlichkeit nicht mehr zu erkennen. Sie ist aber auch Göttinger Stammbuchkupfern des frühen 19. Jahrhunderts abgebildet.

## Stausee
Der Wendebach speist den nach ihm benannten Stausee. Der ursprünglich zum Hochwasserschutz angelegte See diente auch und seit 2016 ausschließlich als Badesee und als Naherholungsgebiet für die Bevölkerung der umliegenden Ortschaften und Göttingens.